# Радиоцентр (посёлок, Москва)
Радиоцентр — посёлок в Новомосковском административном округе Москвы  (до 1 июля 2012 года был в составе Ленинского района Московской области). Входит в состав поселения Филимонковское.

## Население
| 2002 | 2006 | 2010 |
| ---- | ---- | ---- |
| 202  | →202 | ↗305 |

Согласно Всероссийской переписи, в 2002 году в посёлке проживало 202 человека (90 мужчин и 112 женщин).

## Расположение
Посёлок Радиоцентр находится примерно в 5 км к югу от центра города Московский. Ближайшие населённые пункты — деревня Пушкино и посёлок Филимонки. Расположен в непосредственной близости к географическому центру Москвы.